# 魔法のエンジェルスイートミント
『魔法のエンジェルスイートミント』（まほうのエンジェルスイートミント）は、テレビ東京系列にて1990年5月2日から1991年3月27日まで毎週水曜18時から18時30分（JST）にて放送されたテレビアニメ作品である。全47話。

## 概要
本作は、葦プロダクション制作の魔法少女アニメ第二弾。当時、東映系の魔法少女アニメ『魔法使いサリー 1989年版』（1989年）『ひみつのアッコちゃん 第2作目』（1988年）が新シリーズとして放送されており、『アッコ』の提供であったタカラ（現・タカラトミー）は、アッコの変身コンパクトでの成功を収めていた。そこで『サリー』（提供はバンダイ〈現・バンダイナムコ〉）に対抗しうるポスト『アッコ』と位置付けられたのが本作である。タカラにとっては、初のオリジナル魔女っ子作品となる。
企画書の段階では、ミントは感謝の心を忘れがちな少女として設定、娘の行く末を心配した王様が魔法を抑えさせた上、人間界に追放するというところから始まる。またミントのほか、プラムの前身と思われる「クルミ」（ただし女の子）、そして「ナッツ」も魔法が使え、ミントのお店が各自の能力によりいろいろな業種のお店に変わるといったアイデアも見受けられた。
前作『ミンキーモモ』（1982年）から引き継いだ「魔法の国のお姫様」「お伴のペット」「使命」といったアイデアは本作でも活かされ、「人間界に来た魔女の、複数の友人がその正体を知っている」という本作の構図は、後の『花の魔法使いマリーベル』でも使われたアイデアである。また「お店とその地域が舞台の中心となっている」のも、本作の特徴である。

## ストーリー
ミントの住む魔法の国では王位継承のしきたりとして、12歳になると人間界の困っている人たちに幸せの種を蒔き、魔法の国の虹色の谷の花々の色を取り戻していく｢魔法のエンジェル｣として、修行に行かなくてはならない掟がある。
人間界でハーブおばさんが経営している｢しあわせショップ｣を舞台に、お供のワッフル、修行の助っ人に選ばれた二人の友人プラムとナッツ、そして魔法のことは秘密にされているタクトらと、｢しあわせショップ｣に訪れるお客たちを相手に、ミントの修行が始まった。
人間界に来た次の日には「魔女熱」でおかしな魔法を使ってしまい、少年に売った「魔法をトッピングした自転車」が暴走する失敗を起こすも、仲間たちの協力で解決するなど、危なっかしいことも多々あった。とはいえ持ち前の元気と明るさ、なにより周囲の協力のおかげで、トアールタウンの人々に笑顔を届け、笑顔を返されるようになっていた。「霧の魔法使い」トラッディーの庇護も受け、時には万物や異世界の精霊や生物などにも、手を差し伸べることもあった。またトアールタウンのみならず、トナーリタウンや遠い異国の地、さらには魔法界へと、冒険に赴くこともあった。
ある日、王様より急遽魔法界に戻るよう言われ、戻ってみると「占いで修業は切り上げることになった。もう人間界に行かなくても良い」との命令を受ける。「突然すぎる、せめて友達にさよならを言わせて」と懇願するミントに国王は「3時間だけ猶予を与える、一秒でも過ぎたらミントは魔法を失う」との条件で、人間界に行くことを許可される。ナッツにはさよならが言えたが、プラムは南の島へ家族旅行中。そこでナッツと一緒に魔法で急ぎプラムのもとへ急ぐが、プラムは土産の真珠を採取していた最中に事故に遭い、病院で処置を受けないと命が危ない状態になっていた。病院へ行く道が落石で塞がれていたが、魔法で救急車ごと病院に運び、プラムは一命を取り留めたところで、約束の時間となった。

実はこの一件は「魔法の国の儀式」の一つで、「命とも言える魔法を捨ててまで、守るべきものを守れるか」を確かめる試練であった。無事この試練をミントは乗り越え、魔法の力はそのままに、修行に戻るのであった。王様はこの時「虹色の谷の色は、ミント自身の心の色ともいえる」と説明をしていた。
人間界での日々を過ごすミント。その日はいつもお店の手伝いにやってくるプラムとナッツが、なぜかやってこない。お店の支度を終えても、タクトをはじめお客の来店もない。仕方なく本日休業でトアールタウンを散策する。途中プラムやナッツに出会うも、つれない返事でどこかに行ってしまう。行く先々で今まで接してきたお客さんたちや街のみんなからはあいさつを受け、その幸せそうな様子に、新鮮な気分になるミント。トラッディーが現れ、「この街が好きですか？」と聞かれ「はい」と答える。店に戻る途中、初めて出会った日のようにナッツとぶつかり、そこでお祝を受ける。
そう、今日はミントの誕生日。最初店に誰も来なかったのは、ミントを驚かせようと周囲が仕組んだものだった。いつしか集まったプラム、タクトはじめとした皆に連れられて着いた先の街のチャペルで、街中から集まった人々から祝福される。ミントもまた感動し、皆に感謝の言葉を述べる。その時トアールタウンに虹色の谷の青い花びらが舞い、それは虹色に変化していった。ミントの心が幸せに満ちあふれ、トアールタウンの人々もまた幸せに包まれたのだ。王様や王妃、ハーブやトラッディーらに見守られ、王女としての風格をより高めたミントの姿が、そこにはあった。

## 登場人物

### しあわせショップに集う面々
ミント
声：笠原弘子
魔法の国の姫。12歳。誕生日は24721年8月16日。身長は149.2cm。体重は本人曰く「37kgにしといて」。髪の色はエメラルド色でヘアスタイルはツインテール。
本籍は、魔法の国1丁目1番地、住所（居候先）は、トアールタウンの「おどろきもものきタウン5丁目13番地の11」。
好きなものは苺のショートケーキ、嫌いなものは皮蛋（ピータン）。純粋な心を持ちやさしくてかわいらしいところ。特技はどんなに辛くてもおなかが減ること。
母親譲りのおてんばなほど元気がよいが、わがままなところが難点（第6話でミントが「ナッツって本当に家庭的よね。」といったところで、ハーブおばさんに「まったく誰かさんとは大違いだね。」と指摘される原因である）。また、極度の方向音痴な上素っ頓狂なところがあり、よく奇妙な言動をやらかす。
所持品は、ミントコンパクト（ミントブレス）、ミントステッキ、ミントアロー。アクセサリーとして星の耳用アクセサリー、星のネックレス。呪文は「パリエルレムリン スイートミント」。
相当の大食いで、朝からハンバーガーとポテト、その上におやつとしてクッキーまで食べる。挙句の果てにはヤケ食いをすることも。

ワッフル
声：渕崎ゆり子
ミントのペットで、空飛ぶ手乗りペンギン。ポケットがある（第29話ではミントの魔法で小さくなったプラムを入れたことがある。 鳴き声は、初登場シーンのみ「クッピー」（正確には「クッピーペンペン」）、前半あたりでは「ペンペン」、後半あたりでは「ピンピン」。動物の言葉がわかるためペポリンと会話ができる。ミントとのコミュニケーション手段においては、ミントは魔法を使って会話する。第22話でミントが魔法を使えなくなった時は、会話できなくなった。名前の由来は、ミントがワッフルのお菓子が好きだったということで、名づけられた。ミントが5歳のときに拾われた（そのままペットとして飼われている） 。

プラム
声：佐々木望
人間界でミントに出来た最初の友人。年齢は作中で明かされていないが、ミントらと同世代の、快活な少年に見える。一見今風のナンパな少年で、実際可愛い女性には目が無い軟派なところがある。また高所恐怖症であるなど、マイナスなところが目に付きがちである。だが、きっかけは｢かわいい娘が困っている」という動機ではあるが、ミントが警察官とトラブルになったところを機転を利かせて助け出すなど、ナッツほどではないものの、いざというときの決断力や男らしい面を時折見せる。
スポーツとのかかわりは、トアルナイツの一員（背番号3）であるが、かなりの運動音痴である。しかし、スキーだけはなぜかうまい。苦手であるとした自転車や水泳は、その後克服した旨本編で語られている。
ミントとナッツには第28話と第44話で胸タッチをしてしまいお仕置きされることもあるが、二人との関係は崩れることなく続いている。

ナッツ
声：玉川紗己子
人間界でミントに出来た友人の一人。12歳。趣味は読書。特技は料理。性格は家庭的であり、比較的おだやかなところがある。ミントの快活さに羨望を感じている。プラムとは初対面であったが、ミントとの出会いがきっかけで、プラムとも仲良くなる。ミント・プラムに比べ、やや大人びた言動を見せ、時にはプラム以上に頼もしい行動力を見せる。反面、おとぎ話の王子様にあこがれる、乙女な一面も残している。

タクト
声：渕崎ゆり子
6歳。何にでも興味を示すいたずら好きのわんぱく小僧。ミントが人間界に来る前から、「しあわせショップ」にたびたび冷やかしに訪れては「少しはお店をきれいにしたら、何か買ってやってもいい」と、憎まれ口をハーブおばさんに叩いていた。ミントがやってきて店の外から魔法で店内をきれいにした際には、目の前で起こった出来事に驚き、ミントの「きれいになったから何か買ってくれるのかな？」の言葉に、慌ててお店から逃げ出した。そんないきさつもあり、ミントの秘密を共有する仲間には加わっておらず、ミントの魔法は秘密にされている。ミント・ナッツ・プラムの3人組が行動するときは同行させてもらえないことが多い。
実は幽霊が大の苦手。発明家のトーマス博士と仲良し。

ハーブおばさん
声：丸山裕子
ミントの父方のおば（父の姉）で、幸せショップの経営者。53歳。かなり派手目・豊満なスタイルの中年女性に見える。呪文は「プリプリウインクマイルドハーブ」。
ミントの父曰く｢相当の変わり者」で、いきさつは作中明かされていないが、人間界に単身で赴き、お店を開いている。第一話でプラムとナッツの人柄を見抜き、ミントの修行のお手伝いをお願いした。この際、魔法のことは4人だけの秘密とした。合わせて、しあわせショップを魔法でより綺麗にリフォームし、お店はミントに譲った。魔法は、腕を上にあげ、左手薬指にはめた紅玉の指輪をかざして使用する。きっかけさえあればいまだ恋に対しては現役であり、第25話では恋に落ちるエピソードがあった。

### 魔法の国の住人
王様
声：辻村真人
本名はスイートコーン。ミントの父にして魔法の国の国王。46歳。厳しいながらうっかりもの。言い出したら聞かない頑固な人物（第44話よりハーブおばさん談。こういう性格がたたって、第21話で夫婦喧嘩になって結果、妻である王妃様が家出する原因にもなった）。しかし、親ばかでもある。
呪文は「スイースイスイダラダッタスイートコーン」。
第44話でミントが魔法に頼りすぎだとして（後述でも触れるが、プリンに目撃されたことで）、魔法を使えなくさせた。

王妃様
声：滝沢久美子
本名はライム。ミントの母にして魔法の国の王妃。36歳。おしとやかそうに見えるが、娘のミント同様かなりのおてんば。人間界では17歳の女の子に変身して、映画のヒロインにまでなる（第21話より）。
呪文は「ラビルスレビルスライムシャワー」

トラッディー
声：伊井篤史
別名「霧のトラッディー」。霧の中から鈴の音とともに現れ、困っている子供たちを助ける、スマートでロマンスグレーな魔法使い。灰色の衣装に、黒いシルクハットと黒マント姿。人間界と魔法の国を自由に行き来することができる。ミントのことは「プリンセス」と呼ぶ。ミントは幼少の頃に一度出会っているが、ミント自身は出会うまで忘れていた。魔法界ではしばらく音沙汰がなかったが、まるでミントの修行を見守るかのごとく人間界に現れた。トナーリタウンの公園に立つ銅像は、彼が起こした伝説「疫病に苦しむ子供たちを救った」ことを後世に伝えるものである。第26話からのレギュラー。

ビネガ
声：緒方賢一
ミントの父方の祖父にして魔法の国の大王（隠居中）。王様やハーブの父。第39話に登場。第35話でミントたちが見つけた壺は彼の所有物で、これを使って空を飛ぶ。相当に人騒がせな人物で、女性好きだが、年齢相応に古風にして時代遅れ、説教臭い一面を持つ。おとぎ話でヒロインを幸せにしたのは実は自分であるとうそぶく。説教やほら話を嫌がらず聞いていたナッツにいれ込み、彼女を（ビネガの考える）幸せにすべくシンデレラに仕立て、たまたま街で開催されたダンスパーティーを「舞踏会」に見立てて、ナッツにふさわしい「王子様」を見つけようとした。結局は見つからなかったため、若返りの魔法を再習得し、自分がナッツの王子様になるべく魔法の国に戻った。ナッツ曰く「ビネガはひょっとしたら理想の男性だったかも」とのこと。これはある意味当たっており、ビネガが変身した若かりし頃の姿は、紅顔の美少年風王子様そのものであった。（本当にその姿だったのかは、作中では明かされていない）

魔法使い
声：斉藤昌/鈴木れい子（スタッフテロップでは「お婆さん」表記）
第1話冒頭、虹色の谷に急ぐミントに説教をしていた魔女。導入部のミントの紹介、虹色の谷などの説明を行っており、出発式にも壇上の隅に上がっていた。また第7話では、魔法の国に迷い込んだタクトらを探すミントを見かけ、それを王様に報告している。

ベル
声：深雪さなえ
第45話「小さな彼がやってきた」に登場。婚約者を名乗る6歳の男の子。魔法の国からミントに求婚しにやってきた。婚約者の件は、ベルがもっと幼かった時、泣きやまないベルをなだめようと、とっさにミントが言ったうその約束だった。うそに傷ついたベルは街をさまようも、公園で出会ったデイジーに対するタクトのしつこい様子から（タクトの追跡から逃れるためアイスクリーム搬送車に隠れた際にベルだけ閉じ込められてしまい、ミントに助けられる）自身の行動を反省し、「ミントのフィアンセより」と手紙を残し魔法の国に戻った。

### トアールタウンの人々
デイジー
声：中村ひろみ、深雪さなえ、西原久美子
タクトのガールフレンド。タクトに一方的な誘いの言葉をかけられるたびに困惑する。

プリン
声：山田妙子（現・川田妙子）
ミントが魔法で雲に乗って空を飛んでいるところを目撃。自分も飛びたがる。（これがミントが父親であるスイートコーンの逆鱗に触れ、一時魔法を使えなくさせられる。）プラムが、かなり面倒を見てくれているので、それを見たナッツがプリンのことを「（プラムの）未来の花嫁さん」呼ばわりをする（その後のプラムの対応がミントにあたかも恋愛的な好意を抱いていると茶化される。本当かは不明）。第44話のゲストキャラクター。

サバラン先生
声：安部敦
第2話で魔女熱にかかったミントが診てもらった医師。ナッツの好きな人（ナッツがサバラン先生と話すたびに顔を赤らめる）。

デニス
声：江沢昌子
タクトの友人。めがねをかけている。第18話、第43話のゲストキャラクター。

### その他のキャラクター
ヤン
声：松田辰也（子供時代は江沢昌子）
ナッツの幼なじみにしてボーイフレンド。趣味は天体観察。第46話および第47話のゲストキャラクター。トナーリタウンのパン屋の息子。
ペポリン
声：玉川紗己子
ワッフルのガールフレンド。ピンク色のペンギン（色が珍しいことから悪い人に狙われる）。鳴き声は「ペギペギ」。家族は、父親および母親（南極に住んでいる）。第27話でナッツの帽子が風に飛ばされた。付き添っていたワッフルは、ミントたちとともにそれをとろうとしたところで出会った。出会って早々ワッフルは一目ぼれをする。第27話のゲストキャラクター。
アッチ／マイク
声：松田辰也
アナウンサー／カントク／スピッツ／ポリスマン
声：秋元羊介
アル／グレアム
声：松本梨香
イアン
声：亀井芳子／滝沢久美子
エルム／木馬
声：高山みなみ
クレア
声：矢島晶子
トーマス博士
声：増岡弘
ニッキー・マーブル
声：関俊彦
ピット／女の子C
声：永堀美穂
ボストン
声：結城比呂（現・優希比呂）
マギー
声：滝沢久美子

## 用語解説

### 魔法の国
ミントの故郷。人間界とは次元を超えた場所に存在する。王制を敷いているが、本作における「魔法の国」とは、魔物や悪魔の統べる世界ではなく、「おとぎの国」としてさまざまな物語に登場する住人たちが生活する国として描かれている。またカバにペガサスの羽が生えたような、キメラなども野生種として存在している。
自然あふれる、常に虹のかかった丘陵地帯に、ランドマークとして近未来デザインの城を構え、ヨーロッパの田舎町を彷彿とさせる城下街が広がる。一歩街を出れば、手つかずの野原や森林が広がる。山向こうには、「虹色の谷」と呼ばれる、人間界の幸福度を色で示す花が咲き乱れる渓谷がある。
魔法の国へは、人間が侵入することは許されない。万が一王様に見つかった場合は、罰として石化されてしまう。第7話、「魔法の国への地図（ハーブは、魔法の国を行き来できる秘密の通路を作っており、この場所を記した地図を用意していた。）」を｢宝物の地図」としてタクトがミントからくすね、魔法の国に迷い込んでしまう騒動を起こす。

### 虹色の谷
魔法の国にある、人間界の心の幸福度を色で示す花が咲乱れている渓谷。
かつては幸福を示す虹色で埋め尽くされていたが、ミントが修行に出るときには、青系に変わり果てていた。人間界で幸せの種をまき、人間界を幸せで満ち溢れさせることで、ここの花を元の虹色に戻すのが、ミントの修行である。

第30話のミントの試練の後では、この説明が若干変わり、「虹の谷の色は、ミント自身の心の色ともいえる」と、王から説明があった。「ミントの心が幸せに満ちれば、ミントの周囲の人々の心に幸せが広がり、ひいては虹色の谷の色も虹色になる」ということである。

### 魔女熱
本作における架空の不調状態。魔法の国の人間が人間界に訪れた場合にかかる、いわば「時差ぼけ」のような状態。「次元ぼけ」とも呼ばれる。疲労感や発熱、意識低迷をといった症状のほか、魔法が正しく使えなくなるといった状況を引き起こす。人間界でしばらくおとなしく過ごしていれば自然に回復する。
本作においては第2話でミントがこれにかかり、上記状況によりひと騒動を起こすも、この解決に汗を流すことで自然に回復した。

### 旅立ちの書
ハーブおばさんが人間界にやってくる際に持ってきていた本。何らかの理由で魔法の世界の者が、魔法を捨て新たな人生に旅立つことを決心をした際に、使用する書である。
本の封印を解き、そこに書かれた呪文「パルテルレブロン　パラレムリン」と唱えることで、唱えたものの魔法の力を封印することができる
この魔法を解くには、最近まで生存し、今は絶滅したという「夢見鳥」の生きた個体に触れる必要がある。
第22話、ミントがしあわせショップの書庫にしまってあった本書を、誤って開き呪文を唱えたため、魔法が使えなくなくなってしまった。

## ミントの魔法とアイテム
- ミントが使用する魔法は「万能型」で、魔法を二つのアイテムで使い分けている。

ミントコンパクト
魔法のアイテムの初期状態。ミントの左手首にはめられ、長細いコンパクトが取り付けられた形状のブレスレット。魔法使用時にコンパクト部のふたを開け（ふたには鏡が付いている）、「パリエルレムリン スイートミント、ミント（アロー、またはステッキ）になぁーれー」と唱えると、ミントコンパクトは唱えた下記アイテムに変形する。
ミントアロー
魔法アイテムの形態その1。変身魔法に使用する、アーチェリーの弓と矢じりが組み合わさったようなアイテム。上空に構え、矢を放つ動作をすることで魔法がミントに降り注ぎ、ドレスチェンジを行う。ドレスチェンジにより、変身した姿の能力（例:サーファーならサーフィンが得意になる、など）を得ることができる。ただし大人になるわけではない。
また、魔法力を遠くに飛ばしたいときにも使用する。
本作のタイトルロゴの、「魔法の」と「エンジェル」の間に、シルエットで描かれている。
ミントステッキ
魔法アイテムの形態その2。魔法のステッキ。魔法力を自身の周囲なと近距離に効果させたいときに使用。物体の移動や変化など、一般的な魔法の用途に使用する。一話冒頭、魔法界では直接ミントステッキを呼び出していた。

## スタッフ
- 製作：佐藤充彦
- 企画：嶋村一夫（読売広告社）
- シリーズ構成：ぶらざあのっぽ[3]（小山高生の別名義）
- シリーズ構成補：荒川稔久
- キャラクター原案：はばらのぶよし
- キャラクターデザイン：都留稔彦[3]
- 美術監督：勝又激→海野よしみ
- 音楽：戸塚修[3]
- プロデューサー：倉林伸介（テレビ東京）、大野実（読売広告社）、加藤博（葦プロダクション）
- 監督：大庭寿太郎[3]
- 色彩設定：小林美代子
- タイトル：マキ・プロ
- 現像：東京現像所
- 音響効果：佐々木純一（アニメサウンド）
- 製作：テレビ東京、読売広告社、葦プロダクション

## 主題歌
- オープニング「不思議の国のスイートミント」[12]（オープニング／作詞：真名杏樹、作・編曲：三浦一年、歌：笠原弘子）
- エンディング「ミントの夢旅行」[13]（エンディング／作詞：真名杏樹、作・編曲：三浦一年、歌：笠原弘子）

以下は挿入歌。サウンドトラックに収録。
- 天使たちは眠れない（作詞：真名杏樹、作・編曲：戸塚修、歌：佐々木望）
- 猫にMATATABI（作詞：真名杏樹、作曲：池毅、編曲：戸塚修、歌：渕崎ゆり子）
- パラダイスGOGO（作詞：真名杏樹、作・編曲：戸塚修、歌：笠原弘子）
- See you again（作詞：真名杏樹、作曲：池毅、編曲：戸塚修、歌：玉川紗己子）

## 放映リスト
| 話数 | サブタイトル         | 脚本                    | 絵コンテ   | 演出       | 作画監督       | 放映日        |
| ---- | -------------------- | ----------------------- | ---------- | ---------- | -------------- | ------------- |
| 1    | 本日開店魔法ショップ | 小山高生                | 森一浩     | 大庭寿太郎 | 都留稔幸       | 1990年 5月2日 |
| 2    | 魔女熱でたいへ〜ん!  | 中弘子                  | 西村純二   | 大庭寿太郎 | 梶谷光春       | 5月9日        |
| 3    | すてきな街は何の色?  | 桶谷顕                  | 宮崎一哉   | 宮崎一哉   | 縫田オサム     | 5月16日       |
| 4    | はばたいてきらめき鳥 | 荒川稔久                | 宮崎一哉   | 宮崎一哉   | 成田元         | 5月23日       |
| 5    | すてきなパイはいかが | 水出弘一                | 石川康夫   | 岡田聡     | 村田美樹子     | 5月30日       |
| 6    | 迷犬ドンの物語       | 松井亜弥                | 内田祐司   | 内田祐司   | 梶谷光春       | 6月6日        |
| 7    | 魔法の世界へ大冒険!? | 桶谷顕                  | 小沢一浩   | 宮崎一哉   | 成田元         | 6月13日       |
| 8    | がんばれ豆ピアニスト | 荒川稔久                | つのあきら | 松田聖美   | 川上修司       | 6月20日       |
| 9    | 逆転！いたずらボーイ | 高橋義昌                | 中村喜則   | 草壁鉄平   | 飯村一夫       | 6月27日       |
| 10   | それゆけトアルナイツ | 中弘子                  | 小沢一浩   | 小沢一浩   | 梶谷光春       | 7月4日        |
| 11   | こんにちは小さな天使 | 松井亜弥                | 内田祐司   | 大庭寿太郎 | 伊藤久美子     | 7月11日       |
| 12   | 風をつかんだ夏の海…  | 桶谷顕                  | 中村喜則   | 内田祐司   | 成田元         | 7月18日       |
| 13   | ようこそ絵本ワールド | 高橋義昌                | 森一浩     | 高瀬節夫   | 川上修司       | 7月25日       |
| 14   | 木馬がくれたおもいで | 松井亜弥                | 都留稔幸   | 小沢一浩   | 梶谷光春       | 8月1日        |
| 15   | おかえり大好きなパパ | 水出弘一                | 日下部光雄 | 内田祐司   | 成田元         | 8月8日        |
| 16   | 街で出会った王子さま | 中弘子                  | 箕ノ口克己 | 箕ノ口克己 | 内山正幸       | 8月15日       |
| 17   | 幽霊船がやってきた!? | 高橋義昌                | 安原広司   | 安原広司   | 春谷光司       | 8月22日       |
| 18   | タクトの探偵大作戦!? | 大橋志吉                | 都留稔幸   | 高瀬節夫   | 川上修司       | 8月29日       |
| 19   | ミラクルカーの大脱走 | 三井秀樹                | 古川政美   | 古川政美   | 内山正幸       | 9月5日        |
| 20   | 宝石泥棒をつかまえろ | 桶谷顕                  | 内田祐司   | 内田祐司   | 春谷光司       | 9月12日       |
| 21   | ママはとんでる17歳   | 荒川稔久                | 桜井弘明   | 桜井弘明   | はしもとたかし | 9月19日       |
| 22   | 夢見鳥を追いかけろ   | 高橋義昌                | 高瀬節夫   | 高瀬節夫   | 川上修司       | 9月26日       |
| 23   | おもちゃたちの大反乱 | 桶谷顕                  | 箕ノ口克己 | 箕ノ口克己 | 内山正幸       | 10月3日       |
| 24   | ドラキュラ大パニック | 大橋志吉                | 草壁鉄平   | 小沢一浩   | 亀田三夫       | 10月10日      |
| 25   | 月曜日のステキな伯爵 | 小山高生                | 都留稔幸   | 内田祐司   | 春谷光司       | 10月17日      |
| 26   | 魔法使いトラッディ   | 町田知之 小山高生       | 藤本義孝   | 松井仁之   | はしもとたかし | 10月24日      |
| 27   | 南極から来たペポリン | 高橋義昌                | 渡辺健一郎 | 渡辺健一郎 | 内山正幸       | 10月31日      |
| 28   | へんてこ博士の大発明 | あみやまさはる 小山高生 | 高瀬節夫   | 高瀬節夫   | 川上修司       | 11月7日       |
| 29   | プラムのミクロ探検隊 | 桶谷顕                  | 桜井弘明   | 松井仁之   | はしもとたかし | 11月14日      |
| 30   | さよなら?!魔法の天使 | 荒川稔久                | 十数美     | 村山靖     | 成田元         | 11月21日      |
| 31   | クジラくん空をゆく?! | 大橋志吉                | 箕ノ口克己 | 箕ノ口克己 | 内山正幸       | 11月28日      |
| 32   | ごめんねワッフル     | 細井能道 小山高生       | 渡辺健一郎 | 高瀬節夫   | 川上修司       | 12月5日       |
| 33   | 情熱をスキーに乗せて | 高橋義昌 松井亜弥       | 岡田聡     | 岡田聡     | 堀澤聡志       | 12月12日      |
| 34   | クリスマスは夢気分!  | 高山治郎 小山高生       | 桜井弘明   | 村山靖     | 成田元         | 12月19日      |
| 35   | 魔法の壷がこんにちは | 桶谷顕                  | 小沢一浩   | 日下直義   | 深沢幸司       | 12月26日      |
| 36   | おめざめ?!イバラ姫   | 五月まじめ              | 渡辺健一郎 | 渡辺健一郎 | 成田元         | 1991年 1月9日 |
| 37   | 雪の使いが落ちてきた | 町田知之                | 吉田浩     | 吉田浩     | 広田正志       | 1月16日       |
| 38   | 夕暮れの回転木馬     | 大橋志吉                | 松井仁之   | 松井仁之   | 田中良         | 1月23日       |
| 39   | シンデレラはナッツ?! | 桶谷顕                  | 箕ノ口克己 | 箕ノ口克己 | 内山正幸       | 1月30日       |
| 40   | タクトのふしぎな一日 | 中弘子                  | 柴崎素子   | 岡田聡     | 堀澤聡志       | 2月6日        |
| 41   | へんてこ博士パート2  | あみやまさはる 荒川稔久 | 土蛇我現   | 日下直義   | 深沢幸司       | 2月13日       |
| 42   | 魔法の翼で夢に飛べ!  | 大橋志吉                | 渡辺健一郎 | 岡田聡     | 林委千夫       | 2月20日       |
| 43   | 金色卵のファンラック | 中村学 荒川稔久         | 箕ノ口克己 | 箕ノ口克己 | 内山正幸       | 2月27日       |
| 44   | 天使は綿雲のむこうに | 桶谷顕                  | 松井仁之   | 松井仁之   | 田中良         | 3月6日        |
| 45   | 小さな彼がやってきた | 高橋義昌                | 高瀬節夫   | 岡田聡     | 堀澤聡志       | 3月13日       |
| 46   | 希望をくれたほうき星 | 中弘子 荒川稔久         | 柴崎素子   | 岡田聡     | 林委千夫       | 3月20日       |
| 47   | いつかきっとどこかで | 荒川稔久                | 箕ノ口克己 | 箕ノ口克己 | 内山正幸       | 3月27日       |

## ネット局
| 放送期間                     | 放送時間           | 放送局         | 対象地域       | 備考   |
| ---------------------------- | ------------------ | -------------- | -------------- | ------ |
| 1990年5月2日 - 1991年3月27日 | 水曜 18:00 - 18:30 | テレビ東京     | 関東広域圏     | 製作局 |
|                              |                    | テレビ北海道   | 北海道         |        |
|                              |                    | テレビ愛知     | 愛知県         |        |
|                              |                    | テレビ大阪     | 大阪府         |        |
|                              |                    | テレビせとうち | 岡山県・香川県 |        |
| 1991年1月頃                  | 木曜 17:00 - 17:30 | ミヤギテレビ   | 宮城県         |        |

※本放送当時、正式開局前だった福岡県のTXN九州（現・TVQ九州放送）は、最終回（第47話）をサービス放送でテレビ東京から同時ネット放送を行った。

## 作品展開

### 映像ソフト
レーザーディスク
東芝EMIより発売
- 魔法のエンジェルスイートミント ベストセレクション1　TOLA-1078 / TOVA-1078（同VHS版） 1991年5月10日発売

第1話、第11話、第13話、第14話を収録。　
- 魔法のエンジェルスイートミント ベストセレクション2　TOLA-1102 / TOVA-1102（同VHS版） 1991年6月7日発売

第18話、第21話、第23話、第26話を収録。　
- 魔法のエンジェルスイートミント ベストセレクション3　TOLA-1103 / TOVA-1103（同VHS版） 1991年7月5日発売

第28話、第35話、第37話、第44話を収録。　
DVDボックス
スターチャイルドより発売
- 魔法のエンジェルスイートミント DVDボックス　KIBA9982-9　2004年3月3日発売　

本作品のビデオ・LDの発売は、ベストセレクションという形にとどまっていたが、たのみこむにおいてファンによる全話DVD化実現への活動がなされた結果、放送終了13年近く経った2004年3月3日にようやくDVD化、全話ソフト化された。

### インターネット配信
2006年半ばになってからは、インターネットダウンロード販売がなされている。
- 魔法のエンジェルスイートミント　インターネットダウンロード販売（楽天ダウンロード／ビデックスJP）2010年現在は終了。

### CS放送
2007年5月8日よりCSチャンネルファミリー劇場にて、毎週火曜日夕方4:00 - 4:30より放送された。（毎週木曜日夕方5:00 - 5:30には前々日と同じ内容を放送）
※この以前にカートゥーンネットワークでも放送されていた。

### 音楽CD

#### シングルCD
制作：株式会社ユーメックス
- 魔法のエンジェルスイートミント　TYDY-2029 / TYSY-2029（同シングルのCカセット版）1990年7月18日発売

不思議の国のスイートミント / ミントの夢旅行

#### サウンドトラック
- 魔法のエンジェルスイートミント　オリジナル・サウンドトラック

　TYCY-5145 / TYTY-5145（同アルバムのCカセット版）1990年9月27日発売　
作詞:真名杏樹
作曲:三浦一年、戸塚修、池毅
歌:笠原弘子、佐々木望、渕崎ゆり子、玉川紗己子
曲目
1. 不思議の国のスィートミント
2. ある夏の日
3. ロマンス
4. 天使たちは眠れない
5. 仲良しだから
6. せつない気分
7. 猫にMATATABI
8. ペンギンダンス
9. メリーゴーランド
10. パラダイスGOGO
11. 学園生活
12. 雨降りの午後
13. See you again
14. 明日はきっと……
15. ミントとワッフルの冒険
16. 黄昏
17. ミントの夢旅行

### 出版物
- ケイブンシャの大百科431　最新人気『アニメアイドルベスト100大百科』
- ケイブンシャの大百科別冊 ヒロインスペシャル5 魔法のエンジェル スイートミント
- 小学館　幼稚園
- セイカのおしゃれなスイートミントきせかえ
- ぬったらでるんぱスイートミント

### 玩具類など
- かわいいワッフル
- 不思議の国のスイートミントポチ袋
- 魔法のエンジェルスイートミント　おめん
- 魔法のエンジェルスイートミント　ぬりえ
- 魔法のエンジェルスイートミント　はらまき
- 魔法のエンジェルスイートミント　マイク
- ミントアロー
- ミントペンダント（食玩。全2種類。）
- わたあめのふくろ

### 日本国外における展開
イタリア
1991年にCanale 5にて『Dolceluna』（ドルチェ・ルナ）のタイトルで放送された。
韓国
1995年にKBSにて『뾰로롱 꼬마마녀』（ピョロロンちび魔女）のタイトルで放送。その韓国にて修正なしで放送された、初の日本製のアニメである。本家日本より先にスイートミントが全話ソフト化されている。
中国
『欢欢仙子』のタイトルで放送。

## エピソード・備考など
- 清水愛は『魔法少女リリカルなのは』のアフレコのインタビューのなかで本作に関するコメントをした[17]。